# Ziarnóweczka gruzełkowata

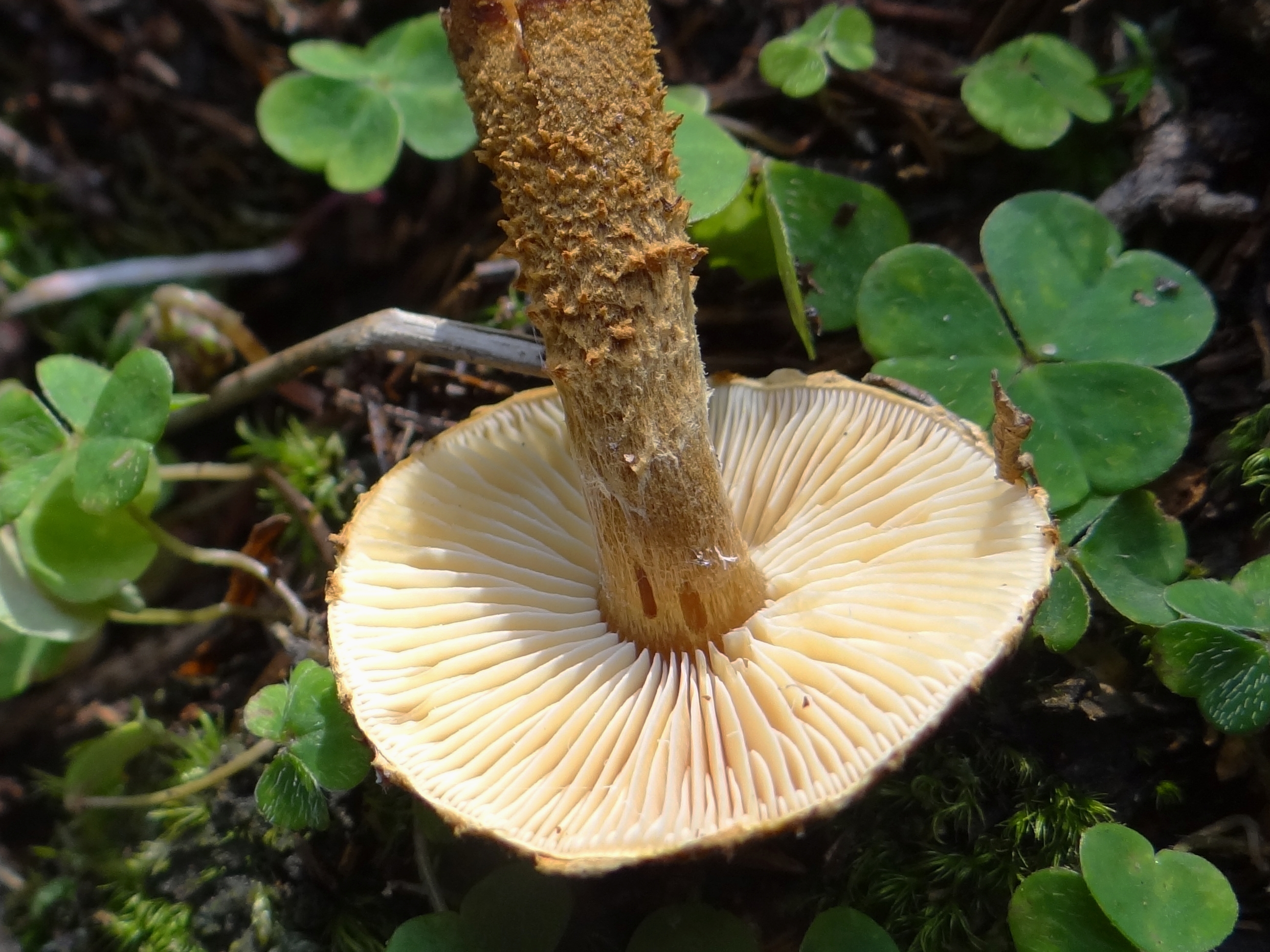

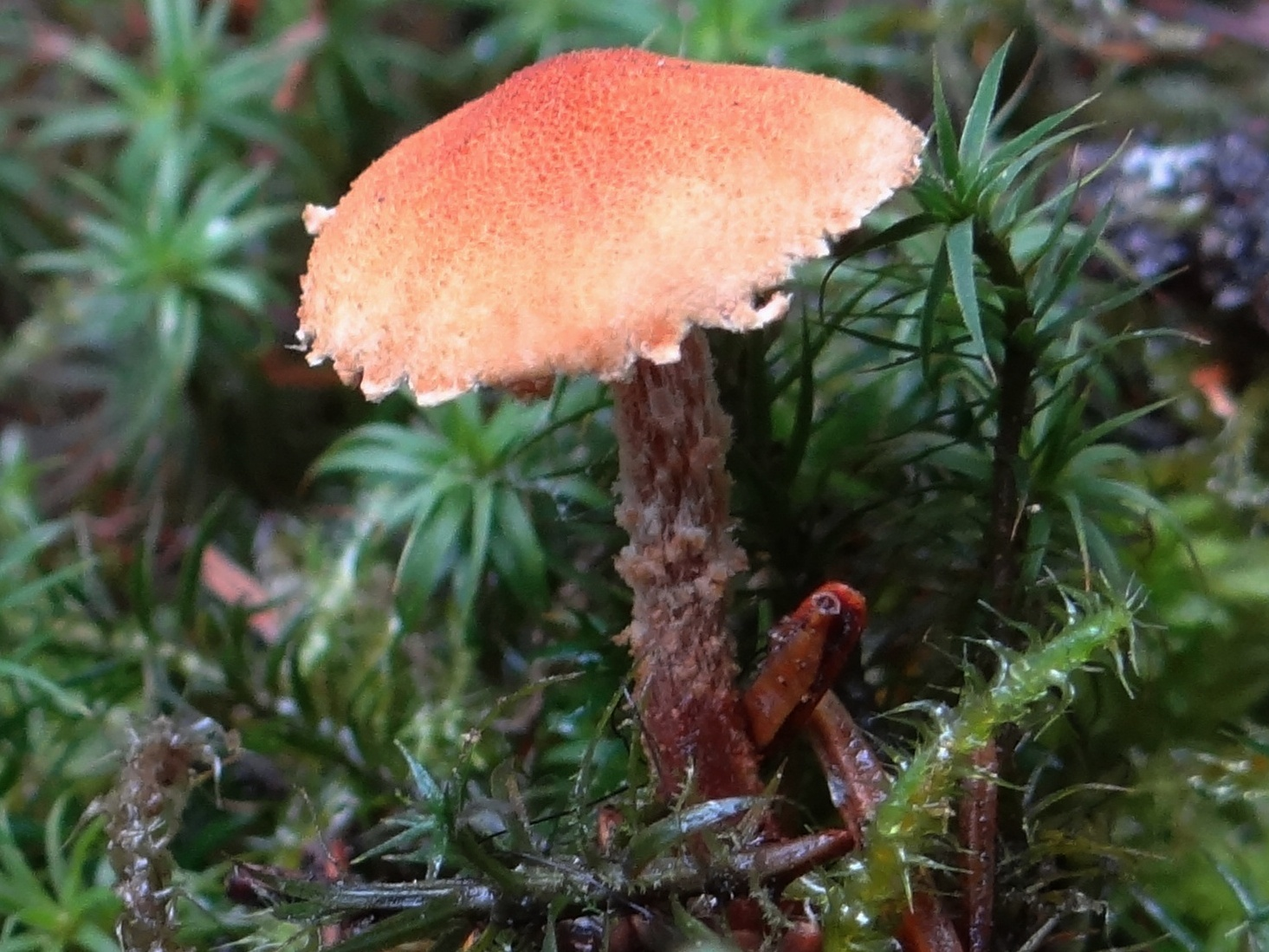

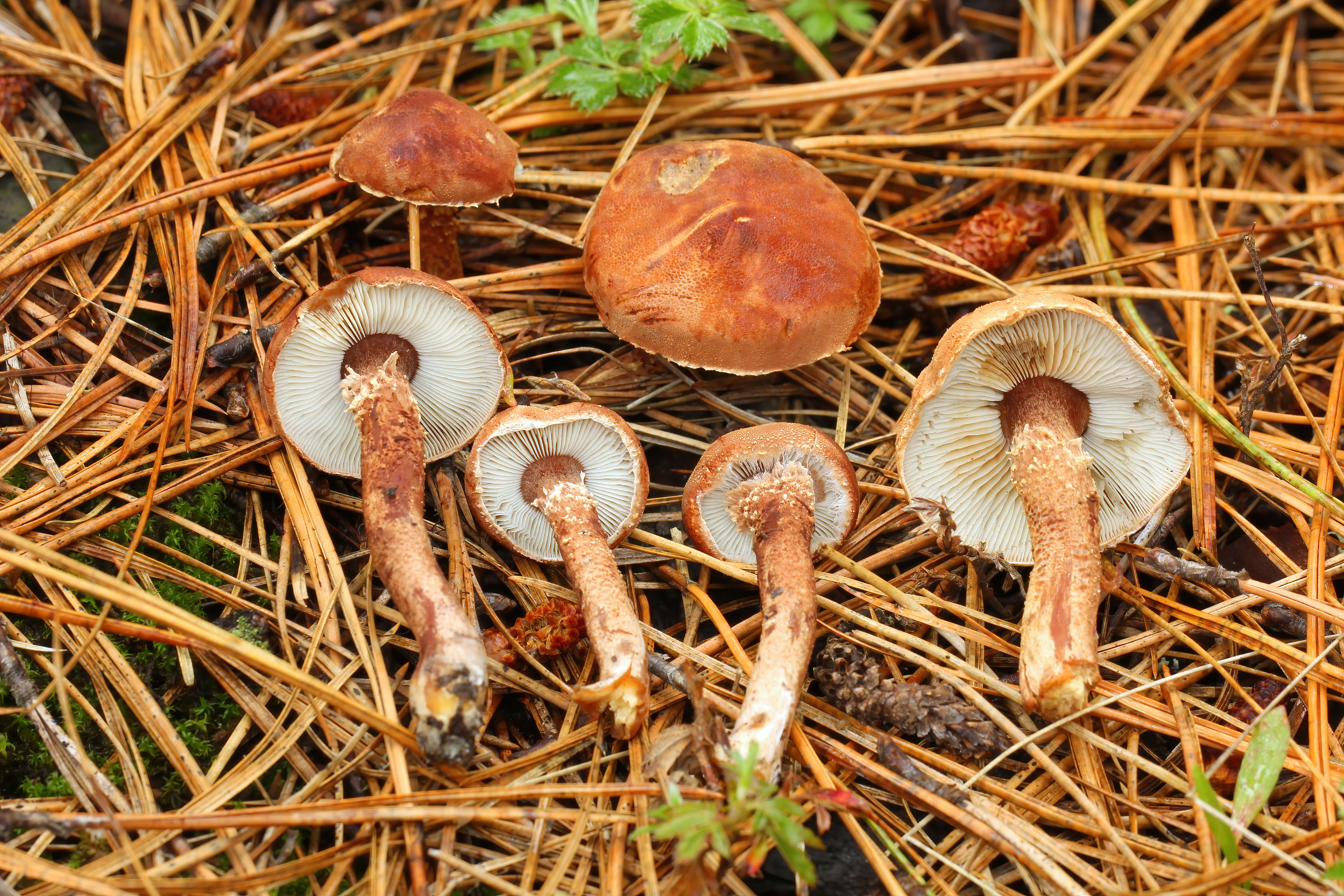

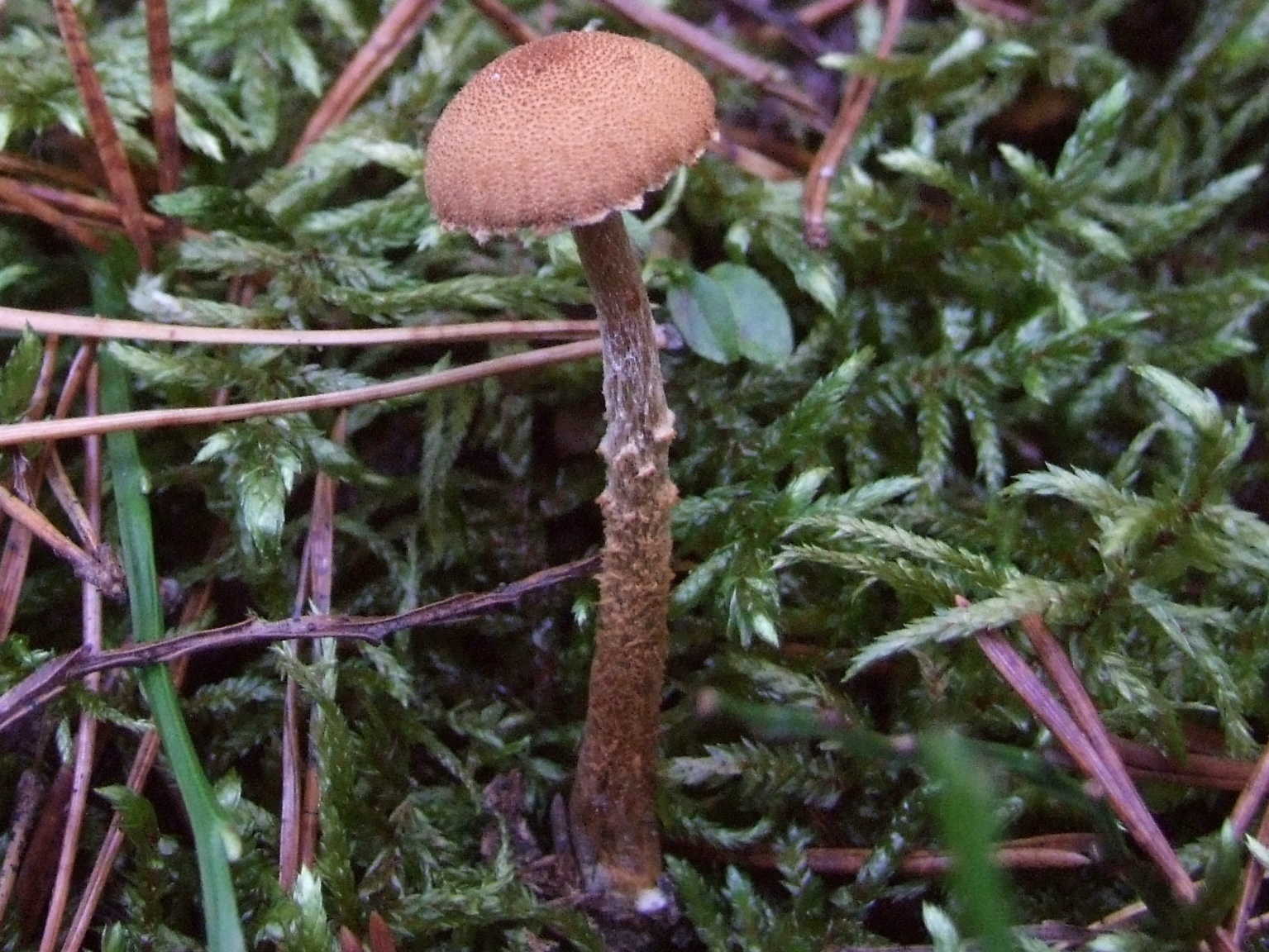

Ziarnóweczka gruzełkowata (Cystodermella granulosa (Batsch) Harmaja) – gatunek grzybów należący do rzędu pieczarkowców (Agaricales). 

## Systematyka i nazewnictwo
Pozycja w klasyfikacji według Index Fungorum: Cystodermella, Incertae sedis, Agaricales, Agaricomycetidae, Agaricomycetes, Agaricomycotina, Basidiomycota, Fungi.
Po raz pierwszy takson ten zdiagnozował w 1783 r. August Johann Georg Karl Batsch nadając mu nazwę Agaricus granulosus. Obecną, uznaną przez Index Fungorum nazwę nadał mu w 2002 r. Harri Harmaja. 
Ma 20 synonimów łacińskich. Niektóre z nich:

- Agaricus granulosus Batsch 1783
- Armillaria granosa (Batsch) Kauffman 1923
- Armillaria granulosa (Batsch) Kauffman 1923
- Cystoderma granulosum (Batsch) Fayod 1889
- Lepiota granulosa (Batsch) P. Kumm. 1871

Nazwę polską zaproponował  Władysław Wojewoda w 2003 r., wcześniej gatunek ten w polskim piśmiennictwie mykologicznym znany był pod nazwami: bedłka ziarnista i bedłka ziarnisto opylona. W atlasach grzybów opisywany był także jako ziarnówka gruzełkowata i ziarnówka rdzawoczerwona. 

## Morfologia
Kapelusz
Średnica 1–5 cm, u młodych okazów półkulisty, później rozpostarty, czasami z tępym garbkiem. Na brzegu występują zwisające resztki białawej osłony. Skórka sucha, w kolorze od rdzawoczerwonego przez ceglastoczerwony do rdzawobrązowego, środek kapelusza przeważnie ciemniejszy. Pokryta jest drobnymi, łatwo ścierającymi się grudkami. Pod wpływem słońca (u okazów rosnących na miejscach oświetlonych) kolory blakną.
Blaszki
Gęste szerokie (do 4 mm), do trzonu nieco przyrośnięte i zatokowato wykrojone. U młodych owocników białawe, z czasem białożółtawe.
Trzon
Wysokość 3–8 cm, grubość do 4 mm, walcowaty. Ma rdzawy kolor. Pierścienia brak, występuje tylko strefa pierścieniowa. Powyżej tej strefy powierzchnia trzonu jest biało oprószona, poniżej pokryta łuskami i kosmkami.
Miąższ
Białawy, o łagodnym smaku. Nie zmienia barwy po uszkodzeniu.
Wysyp zarodników
Biały. Zarodniki eliptyczne, gładkie, nieamyloidalne, o rozmiarach 3,5–5 × 2–3 μm. Brak cystyd.

## Występowanie i siedlisko
Występuje w Ameryce Północnej i w Europie. W Polsce gatunek rzadki. Znajduje się na czerwonej liście roślin i grzybów Polski. Ma status R – potencjalnie zagrożony z powodu ograniczonego zasięgu geograficznego i małych obszarów siedliskowych. Znajduje się na czerwonej liście gatunków zagrożonych także w Niemczech.
Grzyb naziemny. Rośnie w lasach iglastych i mieszanych, w trawie, wśród mchów, pojedynczo lub w nielicznych grupach. Owocniki pojawiają się od sierpnia do listopada. 

## Znaczenie
Grzyb jadalny. Saprotrof.

## Gatunki podobne
- ziarnówka ochrowożółta (Cystoderma amianthinum). Jest większa i ma kapelusz jaśniejszy, w odcieniach żółtego koloru[7].
- ziarnóweczka cynobrowa (Cystodermella cinnabarina). Jest większa, posiada pierścień (chociaż nietrwały) i jej trzon nie jest łuskowaty. Pewnym sprawdzianem są cystydy; u z. cynobrowej występują, u gruzełkowatej nie[5].